# قلعه جناح (جناح هرمزگان)
قلعه جناح قلعه‌ای تاریخی واقع در شهر جناح در بخش جناح شهرستان بستک در غرب استان هرمزگان، یکی از آثارهای تاریخی و از نقاط دیدنی استان هرمزگان در جنوب ایران است.

## اهمیت قلعه
«قلعه جناح» یکی از دژهای مهم منطقه بوده‌است، این قلعه هنگام لشکر کشی به فرماندهی سردار طهماسب قلی خان جلایر فرمانده قشون نادر شاه در تعقیب سردار محمدخان بلوچ.
و حمله به کمشک ودستگیری شیخ احمد مدنی.
در کمشک به اتهام پناه دادن به سردار محمد خان بلوچ، نقش عمده‌ای داشته‌است، ویکی از نقاط تجمع وبا موقعیت بسیار عالی سوق‌الجیشی بر سر راه‌های اصلی بیخهٔ فرامرزان وراه اصلی خور جناح قرار داشته بوده‌است.

## آثار قلعه
آثار این دژ برفراز تپه‌ای نه بس بلند باقی مانده‌است. مصالح به کاررفته، سنگ‌های بزرگ و ملاط آن گِل و گچ و ساروج است.
درب ورودی قلعه از جنوب بوده‌است که دارای در بزرگ چوبی با گل میخ و کنده کاری بوده‌است. باقی‌مانده ستون‌های سنگی قلعه با گچ بری‌های ساده، وجود دارد. در جبههٔ جنوبی آثار پلکانی به چشم می‌خورد که به طبقه دوم راه می‌یافته‌است.
متأسفانه در اثر بی‌توجهی مسؤولین و به مرور زمان این قلعه در حال حاضر به ویرانه‌ای مبدل شده‌است و فقط قسمتی از خرابه‌های دیوار آن، وآثاری که از شالدهای باقی‌مانده نشان می‌دهد قلعهٔ مستحکمی بوده‌است.

## فهرست منابع و مآخذ
- محمدیان، کوخردی، محمد. (شهرستان بستک و بخش کوخرد) ج۱. چاپ اول، دبی: سال انتشار ۲۰۰۵ میلادی.
- محمد، صدیق «تارخ فارس» صفحه‌های (۵۰ ـ ۵۱ ـ ۵۲ ـ ۵۳)، چاپ سال ۱۹۹۳ میلادی.
- الکوخردی، محمد، بن یوسف، (کُوخِرد حَاضِرَة اِسلامِیةَ عَلی ضِفافِ نَهر مِهران Kookherd, an Islamic District on the bank of Mehran River) الطبعة الثالثة، دبی: سنة ۱۹۹۷ للمیلاد.